# 토이플레이
토이플레이는 롯데웰푸드에서 만든 과자이다. 여러가지 장난감이 들어 있는 과자 및 초콜릿을 만들 수 있다. 토이플레이 자매품인 보석캔디도 있으며, 현재는 제품 판매중이다. 토이플레이 보석캔디의 제품 특징은 보석 모양의 캔디 상태이지만, 여러가지 장난감이 들어 있었다.

## 브랜드
- 소피루비 (보석반지캔디)
- 양띵&악어
- 티티체리
- 요하이
- 소프트쿠키
- 딸기잼초코볼 (2024년 8월 출시예정)
- 오렌지잼초코볼 (2024년 8월 출시예정)
- 요거트초코볼
- 리치초코볼
- 아몬드초코볼

## 같이 보기
- 롯데웰푸드
- 초이락컨텐츠컴퍼니
- 동원F&B
- 브라보키즈
- 롯데칠성음료
- 롯데리아
- 서주
- 롯데그룹
- 오뚜기
- 롯데지주